# Jean-Georges, chevalier de Saxe
Jean Georges, Chevalier de Saxe (21 août 1704 – 25 février 1774), est un Saxon, Generalfeldmarschall de l'armée saxonne et gouverneur de Dresde.
Il est un fils illégitime d'Auguste II, roi de Pologne et électeur de Saxe, et d'Ursule-Catherine de Teschen.

## Biographie
Quand il est légitimé, son père lui donne le titre de Chevalier de Saxe. Jean Georges choisit d'abord un chemin spirituel, mais plus tard, comme tous les fils illégitime d'Auguste II, il rejoint l'armée, en commençant par le haut, avec le grade de général. Le 27 juillet 1763, il est nommé maréchal.
Le 27 novembre 1764 Jean Georges acquiert, pour 14 000 thalers, le Zinzendorfschen Jardin, situé à l'extérieur de Dresde. Dans le milieu de la propriété, l'architecte Friedrich August Krubsacius construit un palais dans le style rococo. Le palais et les jardins sont (après la Moszinskapalais et la Brühlschen Palais de Dresden-Friedrichstadt) la troisième "Maison de Plaisance" de l'aristocratie à l'extérieur des murs de Dresde.
Le jardin est également étendu dans certains champs de la propriété, et remodelé de manière significative. Le palais a déterminé l'axe de l'ensemble de l'arrangement, avec le salon surplombant l'ensemble des parties essentielles du jardin.
Le 30 janvier 1770, le Chevalier prend congé de l'armée et s'installe dans sa propriété, sans toutefois renoncer à son droit à la suite royale. Quatre ans plus tard, âgé de soixante-neuf ans, il meurt après une longue maladie.
Dans son testament, le Chevalier a déclaré sa demi-sœur, Frédérique Alexandrine, comtesse de Cosel (par mariage comtesse Moszinska) sa seule héritière. Pour payer les dettes, elle est obligée de vendre le palais au prince Charles pour 15 000 talers.
Jean Georges a été enterré dans le cimetière l'église catholique romaine à Dresde.